# Beyond the Lights

Beyond the Lights est un film américain écrit et réalisé par Gina Prince-Bythewood, sorti en 2014.

## Synopsis
Noni Jean est une artiste de talent qui vient de gagner un Billboard Music Awards et va sortir un album, mais elle a beaucoup de mal à se trouver dans le milieu. Elle est sauvée par un jeune agent de police, Kaz Nicol, qui a des ambitions politiques. Noni tombe amoureuse de Kaz qui va l'encourager.

## Fiche technique
- Titre : Beyond the Lights
- Réalisation et scénario : Gina Prince-Bythewood
- Photographie : Tami Reiker
- Montage : Terilyn A. Shropshire
- Musique : Mark Isham
- Production : Stephanie Allain, Reggie Rock Bythewood et Ryan Kavannaugh
- Sociétés de production : Homegrowned Pictures et Unidisputed Cinema
- Société de distribution : Relativity Media
- Budget : 7 000 000 $
- Pays de production :  États-Unis
- Langue : anglais
- Genre : drame musical
- Dates de sortie :
  - États-Unis : 14 novembre 2014
  - Canada : 6 septembre 2014 (Festival international du film de Toronto)
  - France : 23 mars 2017 (VOD)

## Distribution
- Gugu Mbatha-Raw (VF : Fily Keita) : Noni Jean
- Minnie Driver (VF : Rafaèle Moutier) : Macy Jean
- Nate Parker (VF : Julien Chatelet) : Kaz Nicol
- Danny Glover (VF : Saïd Amadis) : capitaine David Nicol
- Machine Gun Kelly : Kid Culprit
- Aisha Hinds (VF : Laura Zichy) : J Stanley
- Jordan Belfi : Stevie Sams
- Estelle (VF : Vanessa Van-Geneugden) : elle-même
- Hayley Marie Norman : Shai
- Tom Wright : révérend Brown
- Benito Martinez (VF : Gilles Morvan) : Jesse Soria
- Jesse Woodrow : Carl
- Jasmine Vargas : la fille en boite de nuit